# Plaza de la Santísima Faz
La plaza de la Santísima Faz es una plaza emblemática situada en el casco antiguo de la ciudad de Alicante, en la Comunidad Valenciana, España. Se encuentra justo detrás del Ayuntamiento de Alicante, y actúa como una de las entradas al núcleo histórico de la ciudad. La plaza está rodeada de edificios históricos y es conocida por sus palmeras y por su ambiente tranquilo y pintoresco.

## Historia
La plaza recibe su nombre por la devoción a la Santa Faz, un lienzo que, según la tradición, secó el rostro de Cristo en su camino al Calvario. La reliquia de la Santa Faz se conserva en el monasterio homónimo, situado a unos 8 km de la ciudad, y es objeto de una romería multitudinaria celebrada cada primavera desde el siglo XV.
En la plaza se encuentra una fuente con un relieve que representa la Santa Faz, y una cruz de piedra con un panel cerámico de temática religiosa. Además, una placa conmemora que en este lugar nació Francisco Javier Balmis, médico militar y responsable de la introducción de la vacuna de la viruela en América y Filipinas a principios del siglo XIX.

## Características
La plaza destaca por su tranquilidad, a pesar de estar situada en pleno centro histórico. Dispone de bancos, arbolado y varios establecimientos hosteleros con terrazas. Es habitual ver tanto a residentes como turistas disfrutar del entorno. También es lugar de paso durante festividades religiosas y eventos culturales.

## Accesibilidad
La plaza cuenta con accesos sin barreras arquitectónicas, suelo uniforme y mobiliario urbano adaptado, lo que facilita el acceso a personas con movilidad reducida.